# Фінська євангельсько-лютеранська церква
Євангелічно-лютеранська церква Фінляндії (фін. Suomen evankelis-luterilainen kirkko, швед. Evangelisk-lutherska kyrkan i Finland) — фінська лютеранська громада, парафіянами якої є 76,4 % фінів, що приблизно дорівнює 4,1 млн осіб (2012) .
Голова фінських лютеран — архієпископ Турку Тапіо Луома.
Головними обрядами церкви є: хрещення, причастя, конфірмація (в 15-річному віці), вінчання, похорон.

## Історія

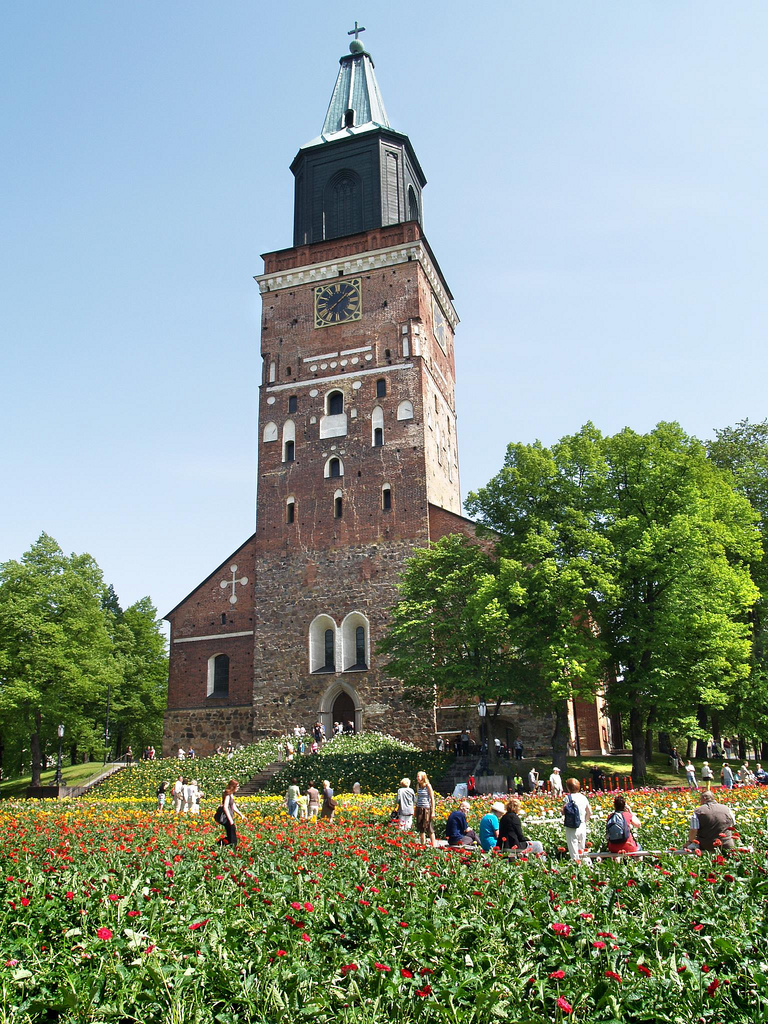
Кафедральний собор Турку

Спочатку була частиною Церкви Швеції, але в 1809 році її було виділено в самостійну одиницю після приєднання Фінляндії до Російської імперії. 1812 року в Фінляндії було 503 лютеранських приходів.
Апостольське спадкоємство було припинено в 1889 році, але в 1934 році відновлено від шведських і англіканських єпископів.
Для жінок-пасторок в 1980-тих роках дизайнером Вуокко Ескелін-Нурмесніемі був розроблений спеціальний формений одяг, який 14 червня 2011 року було змінено на новий варіант, спроєктований модельєром Кірсімарі Кярккяйненом.
У 2000-них і 2010-тих роках Євангелічно-лютеранська церква Фінляндії провела укрупнення парафій. З 2008—2015 роки кількість парафій зменшилася з 515 до 412.
У 2010 році у євангелічно-лютеранській церкві Фінляндії відбувся розкол. Після обрання нового архієпископа Карі Макінена, який прихильно ставиться до одностатевих шлюбів, більш консервативному Матті Вяйсянену єпископами Улльсоном, Бейером, Артманом та Обаре (під егідою «Місіонерської провінції Швеції і Фінляндії») в обхід фінського архієпископа було надано єпископський сан. Але в Фінляндії його зразу позбавили пасторського сану. Проте, Матті Вяйсянен продовжив свою діяльність єпископа і висвятив низку пасторів для консервативного блоку «Фонд Лютера». В Фінляндії почала діяти паралельна ЄЛЦФ структура — Євангелічно-лютеранська місіонерська єпархія Фінляндії.

## Фінансування
Діяльність церкви фінансується державою коштом спеціального церковного податку, що стягується як з фізичних, так і юридичних осіб. З січня 2012 року церковний податок підвищився в 37 парафіях Євангелічно-лютеранської церкви. Зростання податку — помірне, воно склає від 0,1 до 0,15 процентних одиниць. Найбільше податок зріс в муніципалітеті Гумппіла, де податок піднявся на 0,3 % і в підсумку склав 1,9 %. Разом з тим, з 2013 року церква почала відчувати значні економічні труднощі.

## Структура церкви
Вищий орган — церковні збори (фін. kirkolliskokous, швед. kyrkomötet), виконавчий орган — церковна управа (фін. kirkkohallitus, швед. kyrkostyrelse), представницькі органи єпархій — єпархіальні думи (фін. hiippakuntavaltuusto), представницькі органи парафій — церковні думи (фін. kirkkovaltuusto, швед. kyrkofullmäktige), виконавчі органи — церковні ради (фін. kirkkoneuvosto, швед. kyrkoråd)

### Єпархіальний поділ
| Діоцез                | Центр     | Головний собор               | Єпископы                                    | Діючий єпископ                                          |
| --------------------- | --------- | ---------------------------- | ------------------------------------------- | ------------------------------------------------------- |
| Діоцез Турку          | Турку     | Катедральний собор Турку     | Архієпископ Турку і Фінляндії Єпископ Турку | Тапіо Луома (Tapio Luoma) Марі Леппянен (Mari Leppänen) |
| Діоцез Куопіо         | Куопіо    | Катедральний собор Куопио    | Єпископ Куопіо                              | Ярі Йолкконен (Jari Jolkkonen)                          |
| Діоцез Лапуа          | Лапуа     | Катедральний собор Лапуа     | Єпископ Лапуа                               | Матті Саломякі (Matti Salomäki)                         |
| Діоцез Міккелі        | Міккелі   | Катедральний собор Міккелі   | Єпископ Міккелі                             | Марі Парккінен (Mari Parkkinen)                         |
| Діоцез Оулу           | Оулу      | Катедральний собор Оулу      | Єпископ Оулу                                | Юкка Кескітало (Jukka Keskitalo)                        |
| Діоцез Порвоо         | Порвоо    | Катедральний собор Порвоо    | Єпископ Порвоо                              | Бу-Єран Остранд (Bo-Göran Åstrand)                      |
| Діоцез Тампере        | Тампере   | Катедральний собор Тампере   | Єпископ Тампере                             | Матті Репо (Matti Repo)                                 |
| Діоцез Гельсінкі      | Гельсінкі | Катедральний собор Гельсінкі | Єпископ Гельсінкі                           | Теему Лааясало (Teemu Laajasalo)                        |
| Діоцез Еспоо          | Еспоо     | Катедральний собор Еспоо     | Єпископ Еспоо                               | Кайсамарі Гінтікка (Kaisamari Hintikka)                 |
| Військове єпископство | -         | -                            | Військовий єпископ                          | Пекка Асікайнен (Pekka Asikainen)                       |

## Галерея

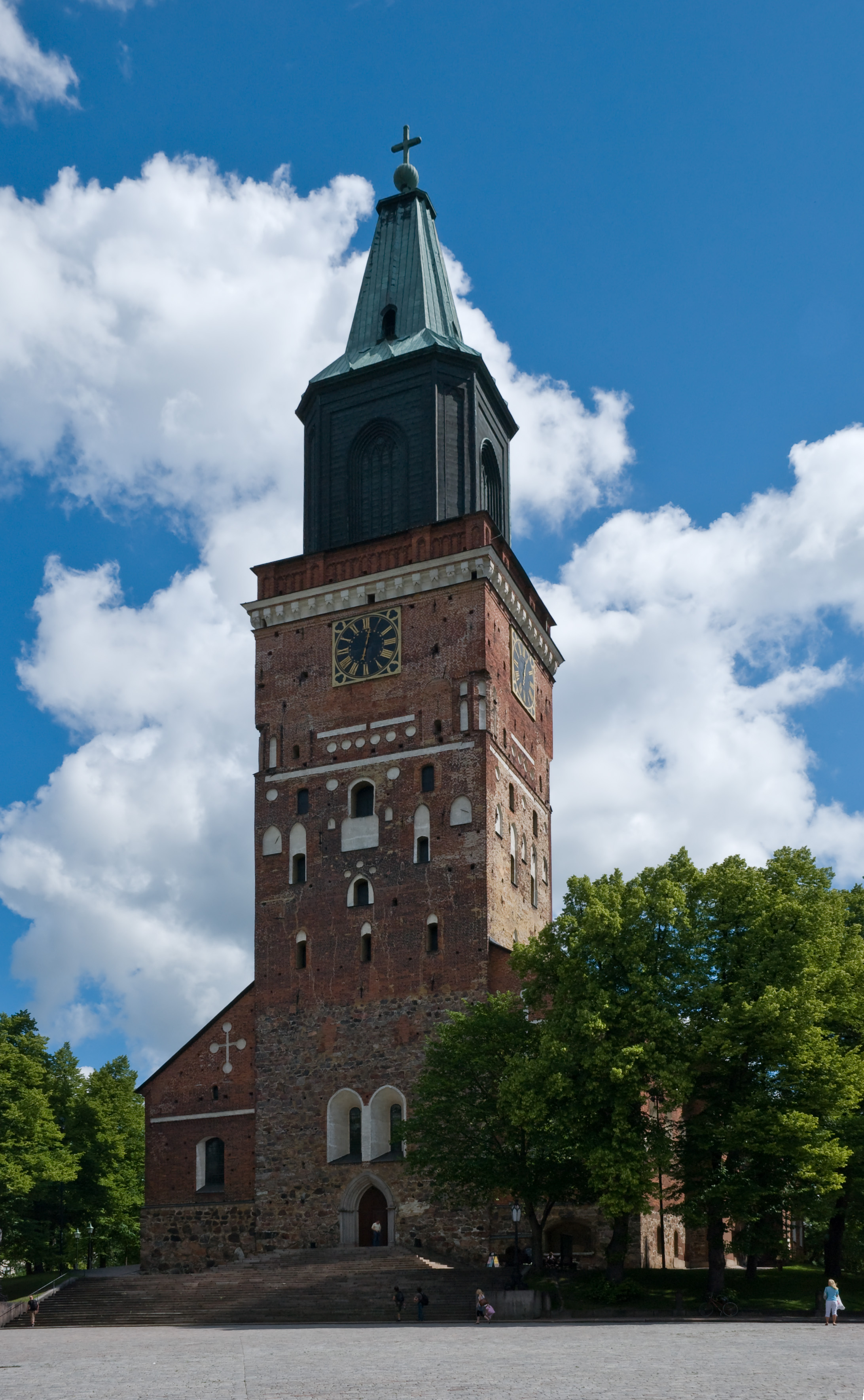
Кафедральний собор Турку.
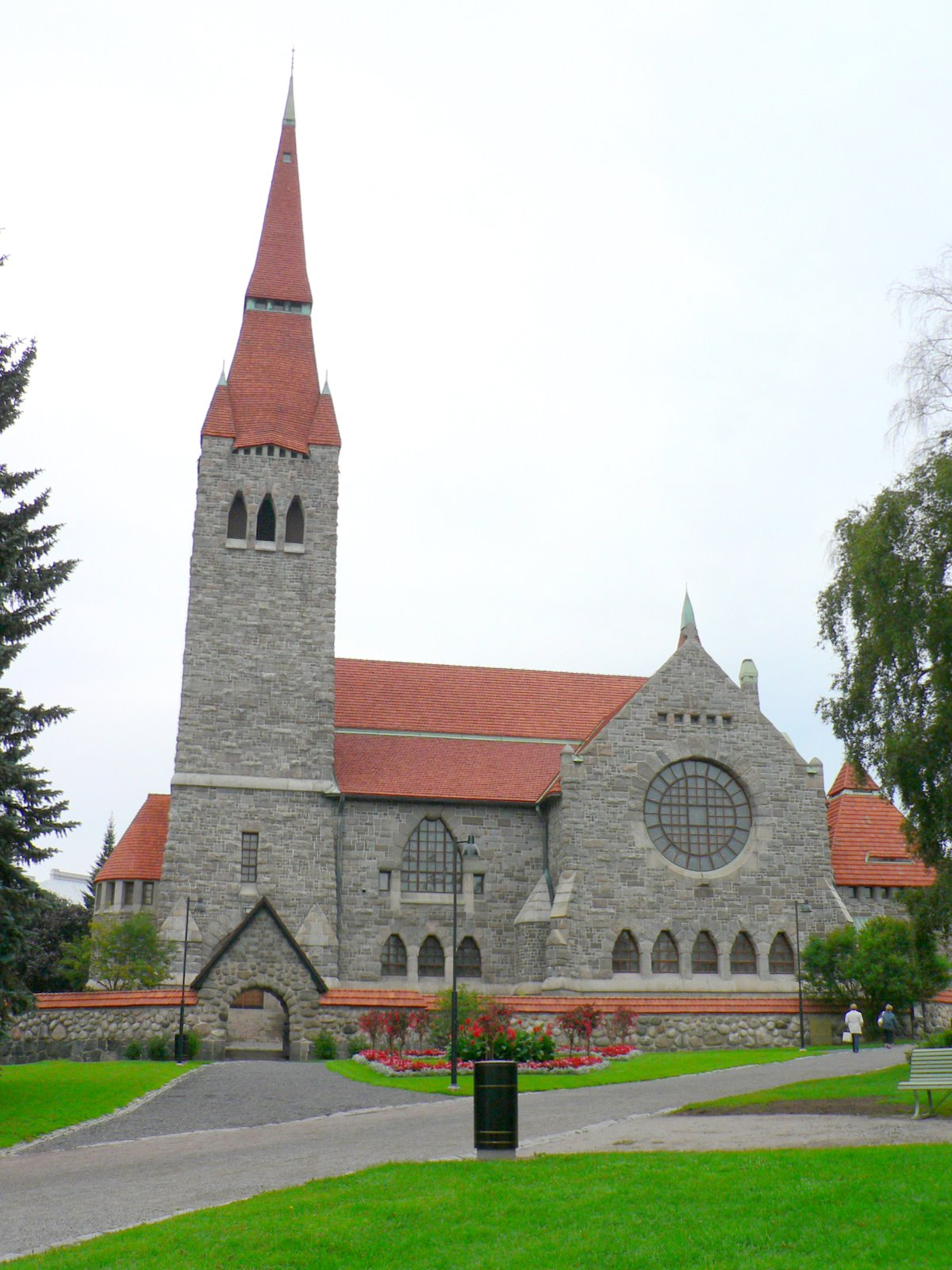
Кафедральний собор Тампере.
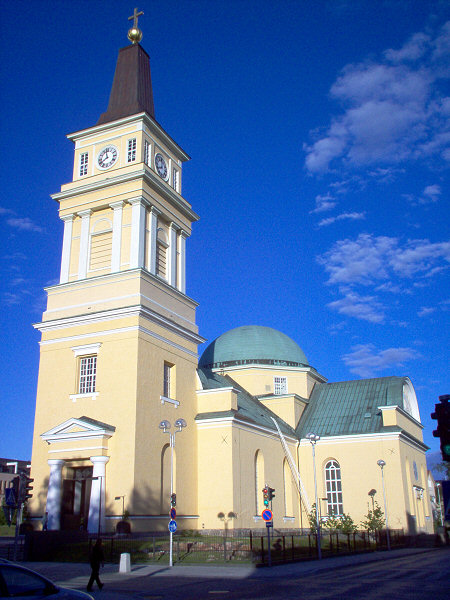
Кафедральний собор Оулу.
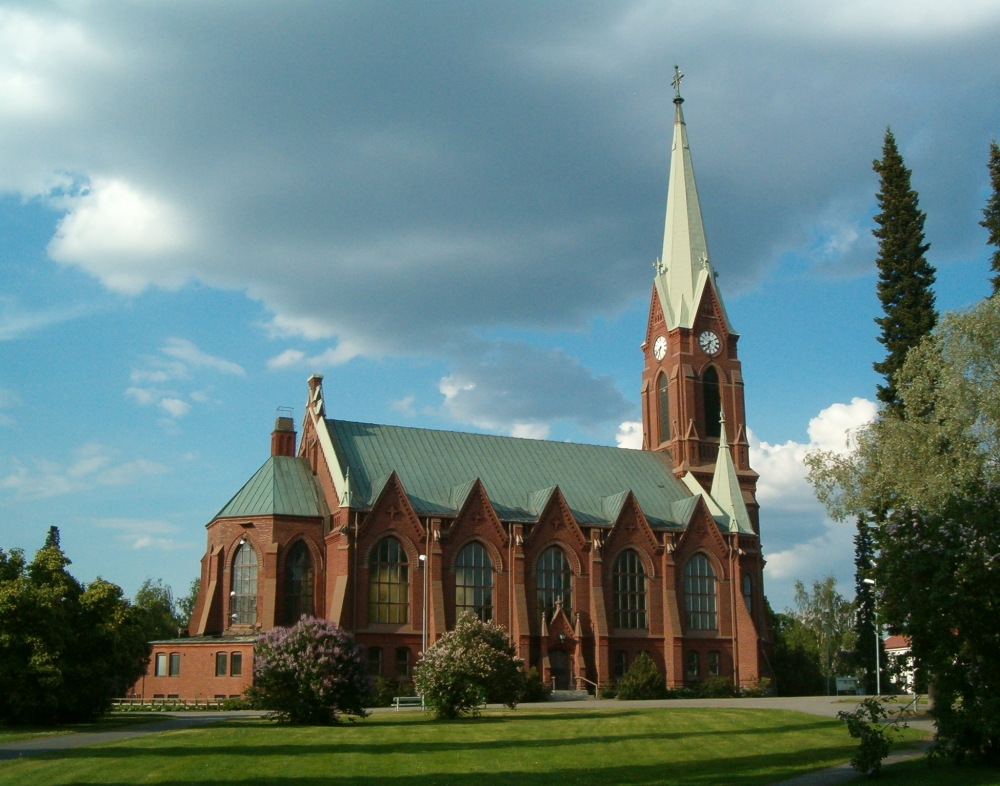
Кафедральний собор Міккелі.
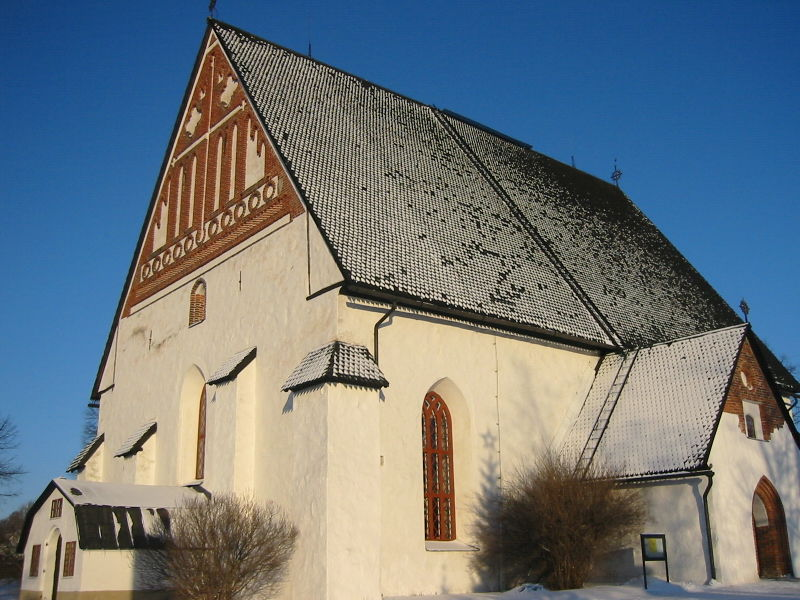
Кафедральний собор Порвоо.
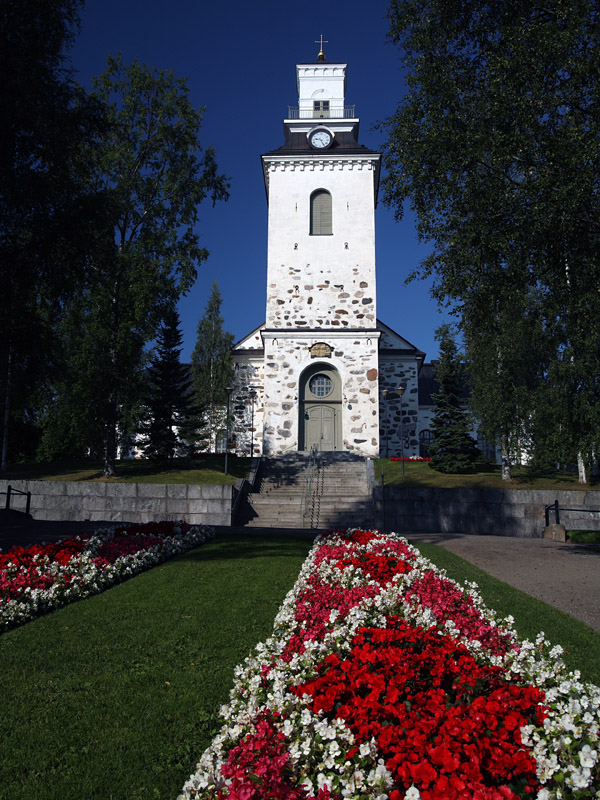
Кафедральний собор Куопіо.
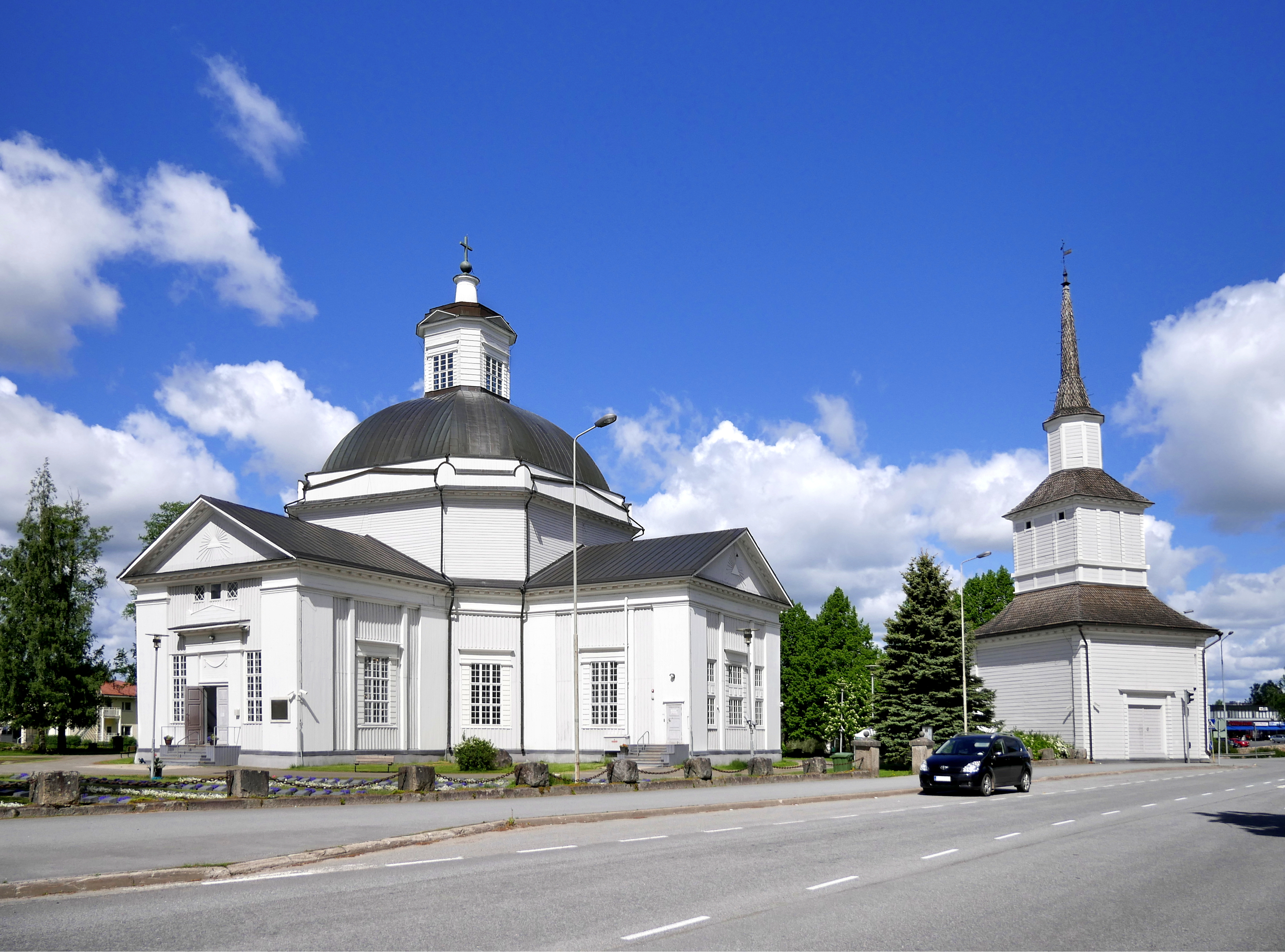
Кафедральний собор Лапуа.
Катедральний собор Гельсінкі.
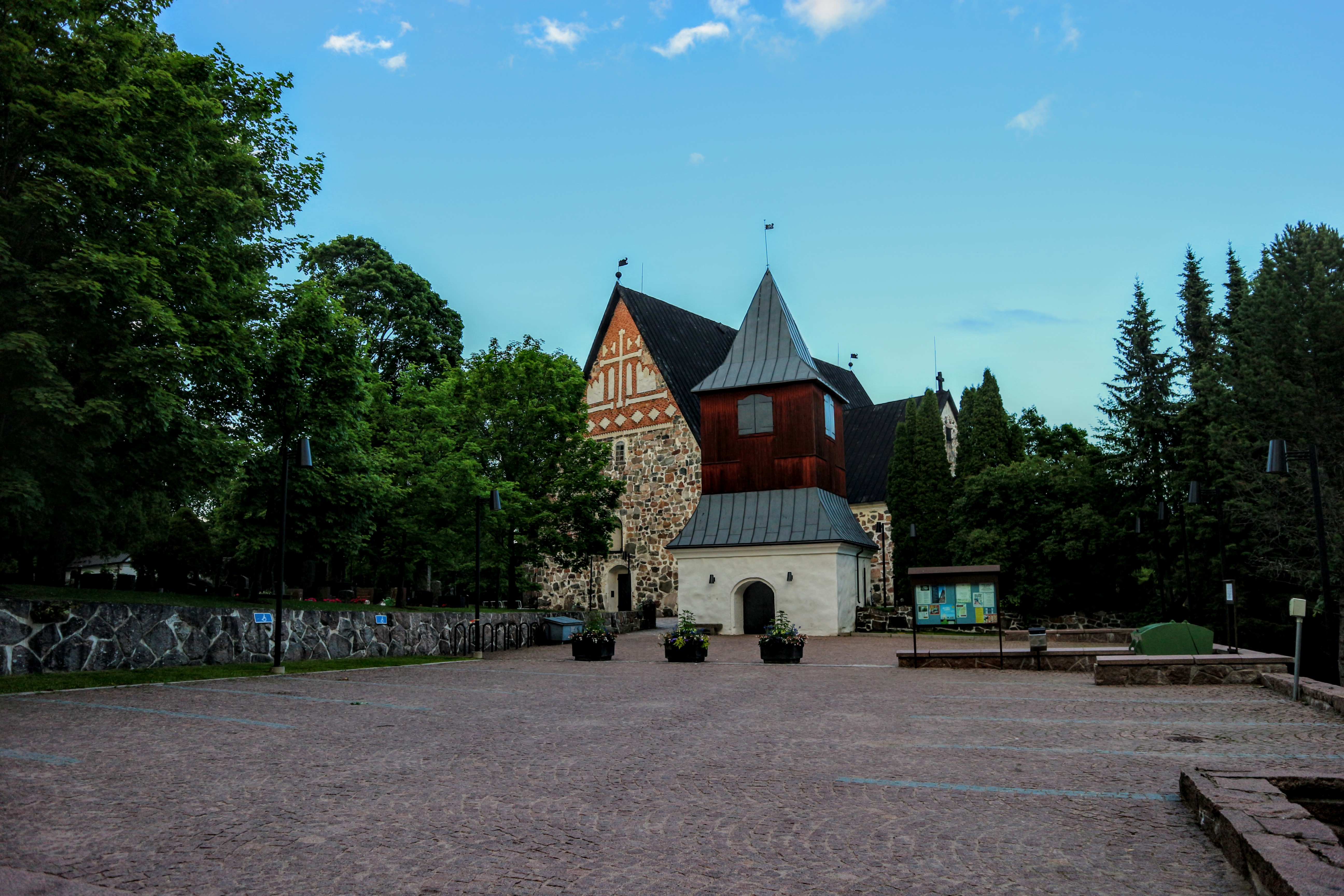
Кафедральний собор Еспоо.